# Plante artificielle

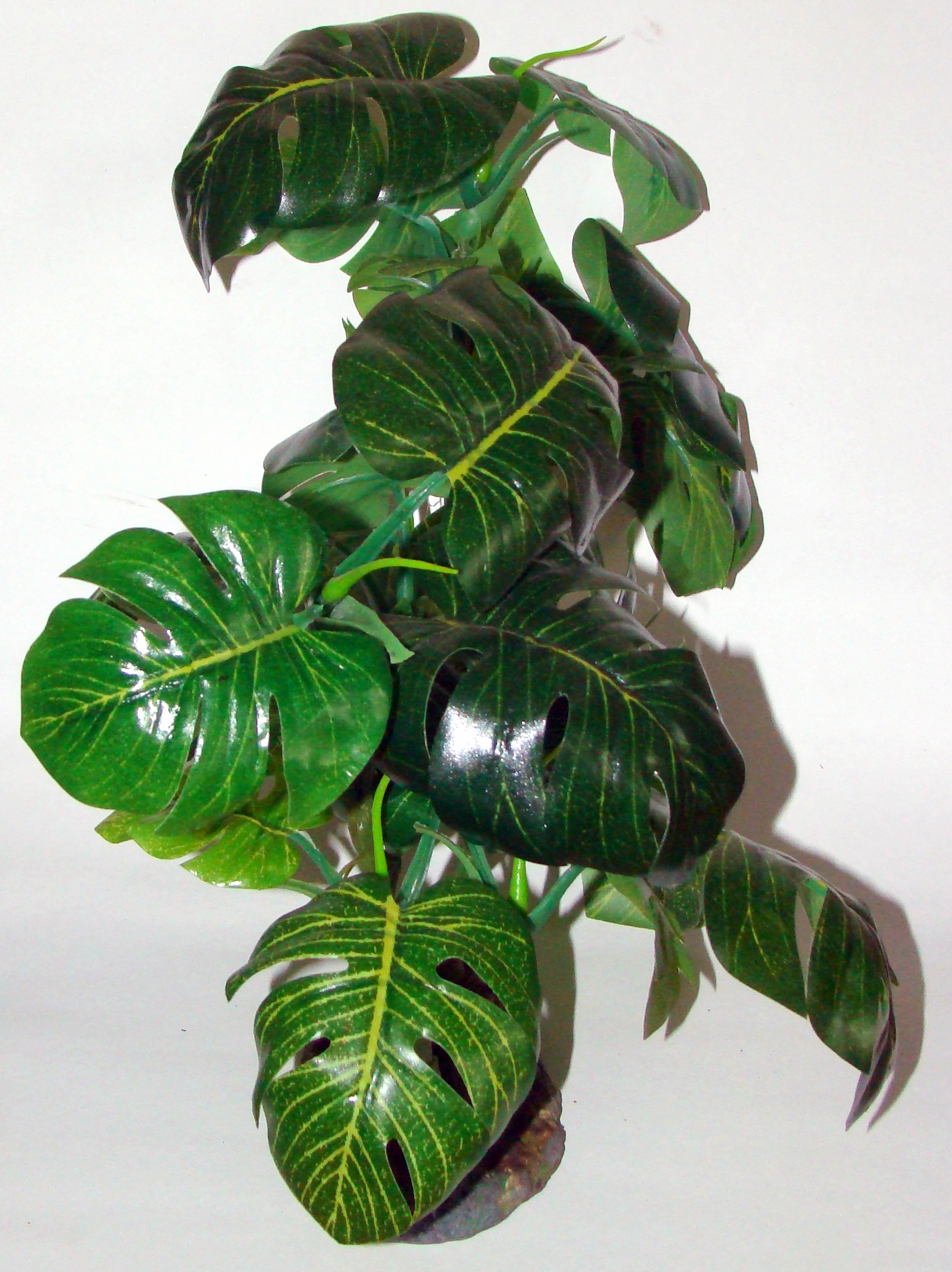
Plante artificielle

Une plante artificielle est une reproduction d'une plante naturelle en plastique, en soie, en silicone ou dans une autre matière. Les plantes artificielles sont très souvent utilisées dans les mêmes circonstances que les naturelles, à l’exception de leur culture pour leurs fruits, leurs feuilles ou leur bienfaits aromatiques. La résistance ainsi que la solidité de leur feuillage sont nettement supérieures aux végétaux naturels. Cela permet de les exposer aux intempéries, notamment comme décoration permanente à l’extérieur.
On peut en placer également dans les aquariums.